# Bettina Stucky
Pour les articles homonymes, voir Stucky.
Bettina Stucky (née le 18 avril 1969 à Berne) est une actrice suisse.

## Biographie
Bettina Stucky est la fille de l'archéologue Rolf Stucky. Elle suit les cours de comédie de la Haute école des arts de Berne. Elle a des engagements au Volksbühne Berlin, à Cassel, Iéna, Wuppertal, au Théâtre de Bâle et au Schauspielhaus Zurich. Depuis 2013, elle fait partie de l'ensemble du Deutsches Schauspielhaus à Hambourg.

## Filmographie

### Cinéma
- 2006 : Nachbeben
- 2008 : Robert Zimmermann wundert sich über die Liebe
- 2009 : Umdeinleben
- 2010 : Stationspiraten (de)
- 2012 : Die feinen Unterschiede
- 2013 : Pays de rêve
- 2013 : Das kleine Gespenst (de)
- 2013 : Sitting Next to Zoe
- 2014 : Super ego
- 2017 : L'Ordre divin
- 2017 : Es war einmal in Deutschland…
- 2017 : Goliath
- 2018 : Glaubenberg (de)

### Télévision

#### Téléfilms
- 2003 : Meier Marilyn
- 2004 : Oeschenen
- 2007 : Tod in der Lochmatt
- 2009 : Hundeleben
- 2009 : Heute keine Entlassung
- 2010 : Frösche petzen nicht
- 2010 : Der letzte Weynfeldt
- 2015 : Besser als Du (de)
- 2015 : Trop tôt pour mourir
- 2016 : Au secours, on est déconnectés !
- 2017 : Private Banking (de)
- 2018 : Unterwerfung
- 2019 : Danowski - Blutapfel

#### Séries télévisées
- 2016 : Tatort: Kartenhaus (de)
- Depuis 2016 : Hotel Heidelberg (de)